# Sarota spicata
Pour les articles homonymes, voir Sarota et Spicata.
Espèce
Sarota spicata est une espèce d'insectes lépidoptères (papillons) appartenant à la famille des Riodinidae et au genre Sarota.

## Taxonomie
Sarota spicata a été décrit par l'entomologiste allemand Otto Staudinger en 1888 sous le nom de Anteros acanthoides variété spicata.

## Description
Sarota spicata est un papillon aux ailes postérieures porteuses de nombreuses queues. Son dessus est de couleur noire et les queues sont soulignées de blanc.
Le revers est très foncé piqueté de quelques points bleu métallique avec une ligne submarginale argentée sur une bande rouge cuivre.

## Écologie et distribution
Sarota spicata est présent en Colombie, au Pérou et au Brésil.

### Protection
Pas de statut de protection particulier.